# Ulczowie
Ulczowie (nazwa własna Nani) – autochtoniczna tunguska grupa etniczna ze wschodniej Syberii (Rosja).
Populacja Ulczów liczy 2765 osób (rosyjski spis powszechny z 2010 r.); zamieszkują oni głównie (w 90%) rejon ulczski w Kraju Chabarowskim.
Używają języka ulczyjskiego, należącego do języków tungusko-mandżurskich, choć w ostatnich latach jest on szybko wypierany przez rosyjski i obecnie jedynie mniejszość (ok. 25%) Ulczów posługuje się rodzimym językiem.
Zmiany populacji Ulczów
| rok  | liczba Ulczów (według danych spisowych) |
| ---- | --------------------------------------- |
| 1897 | 1455                                    |
| 1926 | 1414                                    |
| 1959 | 2055                                    |
| 1970 | 2448                                    |
| 1979 | 2552                                    |
| 1989 | 3233                                    |
| 2002 | 2913                                    |

Tradycyjnymi zajęciami tego ludu są myślistwo i rybołówstwo oraz zbieractwo.
Tradycyjną religią Ulczów był szamanizm, obecnie zachowały się tylko jego przeżytki, a formalnie naród ten w większości wyznaje prawosławie.